# Sovjetunionen i olympiska sommarspelen 1980
Sovjetunionen var värdnation för de olympiska sommarspelen 1980 i Moskva. Landet ställde upp med en trupp bestående av 489 deltagare, 340 män och 149 kvinnor, vilka deltog i 202 tävlingar i 23 sporter. Sovjetunionen slutade på första plats i medaljligan, med 80 guldmedaljer och 195 medaljer totalt.

## Medaljer
| Medalj | Namn | Sport          | Gren                            |
| ------ | --- | -------------- | ------------------------------- |
| 1      | Sovjetunionens damlandslag i basket | Basket         | Damernas turnering              |
| 1      | Sjamil Sabirov | Boxning        | Lätt flugvikt                   |
| 1      | Anatolij Beloglazov | Brottning      | Flugvikt, fristil               |
| 1      | Sergej Beloglazov | Brottning      | Bantamvikt, fristil             |
| 1      | Magomet-Gasan Abusjev | Brottning      | Fjädervikt, fristil             |
| 1      | Sajpulla Absaidov | Brottning      | Lättvikt, fristil               |
| 1      | Sanasar Oganisijan | Brottning      | Lätt tungvikt, fristil          |
| 1      | Illja Mate | Brottning      | Tungvikt, fristil               |
| 1      | Soslan Andijev | Brottning      | Supertungvikt, fristil          |
| 1      | Zjaksilijk Usjkempirov | Brottning      | Lätt flugvikt, grekisk-romersk  |
| 1      | Vachtang Blagidze | Brottning      | Flugvikt, grekisk-romersk       |
| 1      | Sjamil Serikov | Brottning      | Bantamvikt, grekisk-romersk     |
| 1      | Gennadij Korban | Brottning      | Mellanvikt, grekisk-romersk     |
| 1      | Alexander Kolchinsky | Brottning      | Supertungvikt, grekisk-romersk  |
| 1      | Keto Losaberidze | Bågskytte      | Damernas tävling                |
| 1      | Sergej Suchorutjenkov | Cykling        | Herrarnas linjelopp             |
| 1      | Jurij Kasjirin Oleg Logvin Sergej Sjelpakov Anatoli Jarkin                                                                                               | Cykling        | Herrarnas lagtempolopp          |
| 1      | Viktor Manakov Valerij Movtjan Vladimir Osokin Vitalij Petrakov                                                                                          | Cykling        | Herrarnas lagförföljelse        |
| 1      | Ljudmila Kondratieva | Friidrott      | Damernas 100 meter              |
| 1      | Vera Komisova | Friidrott      | Damernas 100 meter häck         |
| 1      | Nadezjda Olizarenko | Friidrott      | Damernas 800 meter              |
| 1      | Tatjana Kazankina | Friidrott      | Damernas 1 500 meter            |
| 1      | Tatjana Prorotjenko Tatjana Gojsjtjik Nina Ziuskova Irina Nazarova                                                                                       | Friidrott      | Damernas 4 x 400 meter stafett  |
| 1      | Tatiana Kolpakova | Friidrott      | Damernas längdhopp              |
| 1      | Nadija Tkatjenko | Friidrott      | Damernas femkamp                |
| 1      | Viktor Markin | Friidrott      | Herrarnas 400 meter             |
| 1      | Vladimir Muravjov Nikolaj Sidorov Andrej Prokofjev Aleksandr Aksinin                                                                                     | Friidrott      | Herrarnas 4 x 100 meter stafett |
| 1      | Remigijus Valiulis Michail Linge Nikolaj Tjernetskij Viktor Markin                                                                                       | Friidrott      | Herrarnas 4 x 400 meter stafett |
| 1      | Jaak Uudmäe | Friidrott      | Herrarnas tresteg               |
| 1      | Viktor Rasjtjupkin | Friidrott      | Herrarnas diskuskastning        |
| 1      | Vladimir Kiselov | Friidrott      | Herrarnas kulstötning           |
| 1      | Jurij Sedych | Friidrott      | Herrarnas släggkastning         |
| 1      | Dainis Kūla | Friidrott      | Herrarnas spjutkastning         |
| 1      | Vladimir Smirnov | Fäktning       | Herrarnas florett               |
| 1      | Viktor Krovopuskov | Fäktning       | Herrarnas sabel                 |
| 1      | Michail Burtsev Viktor Krovopuskov Viktor Sidjak Vladimir Nazlimov                                                                                       | Fäktning       | Herrarnas lagtävling i sabel    |
| 1      | Elena Davjdova Maria Filatova Nellie Kim Jelena Naimusjina Natalja Sjaposjnikova Stella Zacharova                                                        | Gymnastik      | Damernas lagmångkamp            |
| 1      | Elena Davjdova | Gymnastik      | Damernas individuella mångkamp  |
| 1      | Natalja Sjaposjnikova | Gymnastik      | Damernas hopp                   |
| 1      | Nellie Kim | Gymnastik      | Damernas fristående             |
| 1      | Nikolaj Andrianov Eduard Azarjan Aleksandr Ditiatin Bogdan Makuts Vladimir Markelov Aleksandr Tkatjov                                                    | Gymnastik      | Herrarnas lagmångkamp           |
| 1      | Aleksandr Ditiatin | Gymnastik      | Herrarnas individuella mångkamp |
| 1      | Aleksandr Ditiatin | Gymnastik      | Herrarnas ringar                |
| 1      | Nikolaj Andrianov | Gymnastik      | Herrarnas hopp                  |
| 1      | Aleksandr Tkatjov | Gymnastik      | Herrarnas barr                  |
| 1      | Sovjetunionens damlandslag i handboll | Handboll       | Damernas turnering              |
| 1      | Nikolaj Soloduchin | Judo           | Halv lättvikt                   |
| 1      | Sjota Chabareli | Judo           | Halv mellanvikt                 |
| 1      | Sergej Postrechin | Kanotsport     | Herrarnas C-1 500 meter         |
| 1      | Vladimir Parfenovitj | Kanotsport     | Herrarnas K-1 500 meter         |
| 1      | Vladimir Parfenovitj Sergej Tjuchraj | Kanotsport     | Herrarnas K-2 500 meter         |
| 1      | Vladimir Parfenovitj Sergej Tjuchraj | Kanotsport     | Herrarnas K-2 1000 meter        |
| 1      | Anatoli Starostin | Modern femkamp | Herrarnas individuella tävling  |
| 1      | Anatoli Starostin Pavel Lednjov Jevgenij Lipejev | Modern femkamp | Herrarnas lagtävling            |
| 1      | Juri Kovsjov Viktor Ugriumov Vera Misevitj | Ridsport       | Lagtävlingen i dressyr          |
| 1      | Alexander Blinov Juri Salnikov Valerij Volkov Sergei Rogozjin                                                                                            | Ridsport       | Lagtävlingen i fälttävlan       |
| 1      | Nikolai Korolkov Viktor Poganovskij Viktor Asmaev Viattjeslav Tjukanov                                                                                   | Ridsport       | Lagtävlingen i hoppning         |
| 1      | Jelena Chloptseva Larisa Popova | Rodd           | Damernas dubbelsculler          |
| 1      | Valentin Mankin Aleksandr Muzytjenko | Segling        | Starbåt                         |
| 1      | Irina Kalinina | Simhopp        | Damernas svikthopp              |
| 1      | Aleksandr Portnov | Simhopp        | Herrarnas svikthopp             |
| 1      | Lina Kačiušytė | Simning        | Damernas 200 m bröstsim         |
| 1      | Sergej Kopljakov | Simning        | Herrarnas 200 m frisim          |
| 1      | Vladimir Salnikov | Simning        | Herrarnas 400 m frisim          |
| 1      | Vladimir Salnikov | Simning        | Herrarnas 1500 m frisim         |
| 1      | Robertas Žulpa | Simning        | Herrarnas 200 m bröstsim        |
| 1      | Serhej Fesenko | Simning        | Herrarnas 200 m fjäril          |
| 1      | Aleksandr Sidorenko | Simning        | Herrarnas 400 m medley          |
| 1      | Sergej Kopljakov Vladimir Salnikov Ivar Stukolkin Andrej Krylov                                                                                          | Simning        | Herrarnas 4 x 200 m frisim      |
| 1      | Aleksandr Melentjev | Skytte         | 50 m pistol                     |
| 1      | Viktor Vlasov | Skytte         | 50 m gevär tre positioner       |
| 1      | Igor Sokolov | Skytte         | 50 m löpande mål                |
| 1      | Kanybek Osmonaliev | Tyngdlyftning  | Herrarnas 52 kg                 |
| 1      | Viktor Mazin | Tyngdlyftning  | Herrarnas 60 kg                 |
| 1      | Juri Vardanjan | Tyngdlyftning  | Herrarnas 82,5 kg               |
| 1      | Leonid Taranenko | Tyngdlyftning  | Herrarnas 110 kg                |
| 1      | Sultan Rachmanov | Tyngdlyftning  | Herrarnas +110 kg               |
| 1      | Sovjetunionens herrlandslag i vattenpolo | Vattenpolo     | Herrarnas turnering             |
| 1      | Sovjetunionens damlandslag i volleyboll | Volleyboll     | Damernas turnering              |
| 1      | Sovjetunionens herrlandslag i volleyboll | Volleyboll     | Herrarnas turnering             |
| 2      | Viktor Mirosjnitjenko | Boxning        | Flugvikt                        |
| 2      | Viktor Demjanenko | Boxning        | Lättvikt                        |
| 2      | Serik Konakbajev | Boxning        | Lätt weltervikt                 |
| 2      | Aleksandr Kosjkyn | Boxning        | Lätt mellanvikt                 |
| 2      | Viktor Savtjenko | Boxning        | Mellanvikt                      |
| 2      | Pjotr Zajev | Boxning        | Tungvikt                        |
| 2      | Magomedchan Aratsilov | Brottning      | Mellanvikt, fristil             |
| 2      | Anatolij Bykov | Brottning      | Weltervikt, grekisk-romersk     |
| 2      | Igor Kanygin | Brottning      | Lätt tungvikt, grekisk-romersk  |
| 2      | Natalja Butuzova | Bågskytte      | Damernas tävling                |
| 2      | Boris Isatjenko | Bågskytte      | Herrarnas tävling               |
| 2      | Aleksandr Panfilov | Cykling        | Herrarnas tempolopp             |
| 2      | Natalja Botjina | Friidrott      | Damernas 200 meter              |
| 2      | Olga Minejeva | Friidrott      | Damernas 800 meter              |
| 2      | Vera Komisova Ljudmila Maslakova Vera Anisimova Natalja Botjina                                                                                          | Friidrott      | Damernas 4 x 100 meter stafett  |
| 2      | Svetlana Kratjevskaja | Friidrott      | Damernas kulstötning            |
| 2      | Saida Gunba | Friidrott      | Damernas spjutkastning          |
| 2      | Olga Rukavisjnikova | Friidrott      | Damernas femkamp                |
| 2      | Vasyl Archypenko | Friidrott      | Herrarnas 400 meter häck        |
| 2      | Pjotr Potjintjuk | Friidrott      | Herrarnas 20 km gång            |
| 2      | Viktor Sanejev | Friidrott      | Herrarnas tresteg               |
| 2      | Konstantin Volkov | Friidrott      | Herrarnas stavhopp              |
| 2      | Aleksandr Barysjnikov | Friidrott      | Herrarnas kulstötning           |
| 2      | Sergej Litvinov | Friidrott      | Herrarnas släggkastning         |
| 2      | Aleksandr Makarov | Friidrott      | Herrarnas spjutkastning         |
| 2      | Jurij Kutsenko | Friidrott      | Herrarnas tiokamp               |
| 2      | Valentina Sidorova Nailja Giljazova Jelena Novikova-Belova Irina Usjakova Larisa Tsagarajeva                                                             | Fäktning       | Damernas lagtävling i florett   |
| 2      | Aleksandr Romankov Vladimir Smirnov Sarbizjan Ruziev Asjot Karagian Vladimir Lapitskij                                                                   | Fäktning       | Herrarnas lagtävling i florett  |
| 2      | Michail Burtsev | Fäktning       | Herrarnas sabel                 |
| 2      | Jelena Davidova | Gymnastik      | Damernas bom                    |
| 2      | Nikolaj Andrianov | Gymnastik      | Herrarnas individuella mångkamp |
| 2      | Nikolaj Andrianov | Gymnastik      | Herrarnas fristående            |
| 2      | Aleksandr Ditiatin | Gymnastik      | Herrarnas bygelhäst             |
| 2      | Aleksandr Tkatjov | Gymnastik      | Herrarnas ringar                |
| 2      | Aleksandr Ditiatin | Gymnastik      | Herrarnas hopp                  |
| 2      | Aleksandr Ditiatin | Gymnastik      | Herrarnas barr                  |
| 2      | Aleksandr Ditiatin | Gymnastik      | Herrarnas räck                  |
| 2      | Sovjetunionens herrlandslag i handboll | Handboll       | Herrarnas turnering             |
| 2      | Tengiz Chubuluri | Judo           | Halv tungvikt                   |
| 2      | Galina Alexejeva Nina Trofimova | Kanotsport     | Damernas K-2 500 meter          |
| 2      | Sergej Postrechin | Kanotsport     | Herrarnas C-1 1000 meter        |
| 2      | Juri Kovsjov | Ridsport       | Individuell dressyr             |
| 2      | Aleksandr Blinov | Ridsport       | Individuell fälttävlan          |
| 2      | Nikolaj Korolkov | Ridsport       | Individuell hoppning            |
| 2      | Antonina Zelikovitj | Rodd           | Damernas singelsculler          |
| 2      | Antonina Pustovit Jelena Matijevskaja Olga Vasiltjenko Nadezjda Ljubimova Nina Tjeremisina                                                               | Rodd           | Damernas fyrsculler             |
| 2      | Nina Frolova Mariya Payun Olga Pivovarova Nina Preobrazhenskaya Nadezhda Prishchepa Tatyana Stetsenko Yelena Tereshina Nina Umanets Valentina Zhulina    | Rodd           | Damernas åtta med styrman       |
| 2      | Vasil Jakusja | Rodd           | Herrarnas singelsculler         |
| 2      | Jurij Sjapotjka Jevgenij Barbakov Valerij Klesjnjov Mykola Dovhan                                                                                        | Rodd           | Herrarnas fyrsculler            |
| 2      | Jurij Pimenov Nikolaj Pimenov | Rodd           | Herrarnas tvåa utan styrman     |
| 2      | Viktor Pereverzev Gennadij Krjutjkin Aleksandr Lukjanov                                                                                                  | Rodd           | Herrarnas tvåa med styrman      |
| 2      | Aleksjy Kamkin Valerij Dolinin Aleksandr Kulagin Vitalij Jelisejev                                                                                       | Rodd           | Herrarnas fyra utan styrman     |
| 2      | Arturs Garonskis Dimants Krišjanis Dzintars Krišjanis Žoržs Tikmers Juris Berzinš                                                                        | Rodd           | Herrarnas fyra med styrman      |
| 2      | Boris Budnikov Alexandr Budnikov Nikolaj Poljakov | Segling        | Soling                          |
| 2      | Sirvard Emirzjan | Simhopp        | Damernas höga hopp              |
| 2      | Uladzimir Alejnik | Simhopp        | Herrarnas höga hopp             |
| 2      | Elvira Vasilkova | Simning        | Damernas 100 m bröstsim         |
| 2      | Svetlana Varganova | Simning        | Damernas 200 m bröstsim         |
| 2      | Andrej Krylov | Simning        | Herrarnas 200 m frisim          |
| 2      | Andrej Krylov | Simning        | Herrarnas 400 m frisim          |
| 2      | Aleksandr Tjajev | Simning        | Herrarnas 1500 m frisim         |
| 2      | Viktor Kuznetsov | Simning        | Herrarnas 100 m ryggsim         |
| 2      | Arsens Miskarovs | Simning        | Herrarnas 100 m bröstsim        |
| 2      | Serhej Fesenko | Simning        | Herrarnas 400 m medley          |
| 2      | Viktor Kuznetsov Arsens Miskarovs Jevgenij Seredin Sergej Kopljakov                                                                                      | Simning        | Herrarnas 4 x 100 m medley      |
| 2      | Rustam Jambulatov | Skytte         | Trap                            |
| 2      | Juri Sargsjan | Tyngdlyftning  | Herrarnas 56 kg                 |
| 2      | Aleksandr Pervi | Tyngdlyftning  | Herrarnas 75 kg                 |
| 2      | Igor Nikitin | Tyngdlyftning  | Herrarnas 100 kg                |
| 3      | Sovjetunionens herrlandslag i basket | Basket         | Herrarnas turnering             |
| 3      | Viktor Rybakov | Boxning        | Fjädervikt                      |
| 3      | Sergej Kornilajev | Brottning      | Lätt flugvikt, fristil          |
| 3      | Boris Kramorenko | Brottning      | Fjädervikt, grekisk-romersk     |
| 3      | Jurij Barinov | Cykling        | Herrarnas linjelopp             |
| 3      | Sergej Kopjlov | Cykling        | Herrarnas sprint                |
| 3      | Sovjetunionens herrlandslag i fotboll | Fotboll        | Herrarnas turnering             |
| 3      | Tatjana Providochina | Friidrott      | Damernas 800 meter              |
| 3      | Nadezjda Olizarenko | Friidrott      | Damernas 1 500 meter            |
| 3      | Tetjana Skatjko | Friidrott      | Damernas längdhopp              |
| 3      | Tatjana Lesovaja | Friidrott      | Damernas diskuskastning         |
| 3      | Olga Kuragina | Friidrott      | Damernas femkamp                |
| 3      | Aleksandr Putjkov | Friidrott      | Herrarnas 110 meter häck        |
| 3      | Nikolaj Kirov | Friidrott      | Herrarnas 800 meter             |
| 3      | Satymkul Dzjumanazarov | Friidrott      | Herrarnas maraton               |
| 3      | Jevgenij Ivtjenko | Friidrott      | Herrarnas 50 kilometer gång     |
| 3      | Valerij Podluzjnyj | Friidrott      | Herrarnas längdhopp             |
| 3      | Jüri Tamm | Friidrott      | Herrarnas släggkastning         |
| 3      | Sergej Zjelanov | Friidrott      | Herrarnas tiokamp               |
| 3      | Asjot Karagian Boris Lukomskij Aleksandr Abusjachmetov Aleksandr Mozjajev Vladimir Smirnov                                                               | Fäktning       | Herrarnas lagtävling i värja    |
| 3      | Aleksandr Romankov | Fäktning       | Herrarnas florett               |
| 3      | Maria Filatova | Gymnastik      | Damernas barr                   |
| 3      | Natalja Sjaposjnikova | Gymnastik      | Damernas bom                    |
| 3      | Natalja Sjaposjnikova | Gymnastik      | Damernas fristående             |
| 3      | Aleksandr Ditiatin | Gymnastik      | Herrarnas fristående            |
| 3      | Nikolaj Andrianov | Gymnastik      | Herrarnas räck                  |
| 3      | Aramby Emizh | Judo           | Extra lättvikt                  |
| 3      | Aleksandrs Jackevičs | Judo           | Mellanvikt                      |
| 3      | Antonina Melnikova | Kanotsport     | Damernas K-2 500 meter          |
| 3      | Vasyl Jurtjenko Jurij Lobanov | Kanotsport     | Herrarnas C-2 1000 meter        |
| 3      | Sovjetunionens damlandslag i landhockey | Landhockey     | Damernas turnering              |
| 3      | Sovjetunionens herrlandslag i landhockey | Landhockey     | Herrarnas turnering             |
| 3      | Pavel Lednjov | Modern femkamp | Herrarnas individuella tävling  |
| 3      | Yuri Salnikov | Ridsport       | Individuell fälttävlan          |
| 3      | Viktor Ugriumov | Ridsport       | Individuell dressyr             |
| 3      | Marija Fadejeva Galina Sovetnikova Marina Studneva Svetlana Semjonova Nina Tjeremisina                                                                   | Rodd           | Damernas fyra med styrman       |
| 3      | Viktor Kokosjyn Andrij Tisjtjenko Oleksandr Tkatjenko Jonas Pinskus Jonas Narmontas Andrey Luhin Oleksandr Mantsevjtj Ihar Majstrenka Hrihorij Dmytrenko | Rodd           | Herrarnas åtta med styrman      |
| 3      | Andrej Balasjov | Segling        | Finnjolle                       |
| 3      | Liana Tsotadze | Simhopp        | Damernas höga hopp              |
| 3      | Davit Hambardzumjan | Simhopp        | Herrarnas höga hopp             |
| 3      | Julija Bogdanova | Simning        | Damernas 200 m bröstsim         |
| 3      | Olena Kruglova Elvira Vasilkova Alla Grisjtjenkova Natalja Strunnikova                                                                                   | Simning        | Damernas 4 x 100 m medley       |
| 3      | Ivar Stukolkin | Simning        | Herrarnas 400 m frisim          |
| 3      | Vladimir Dolgov | Simning        | Herrarnas 100 m ryggsim         |
| 3      | Arsens Miskarovs | Simning        | Herrarnas 200 m bröstsim        |
| 3      | Aleksandr Gazov | Skytte         | 50 m löpande mål                |

## Basket

### Damernas turnering

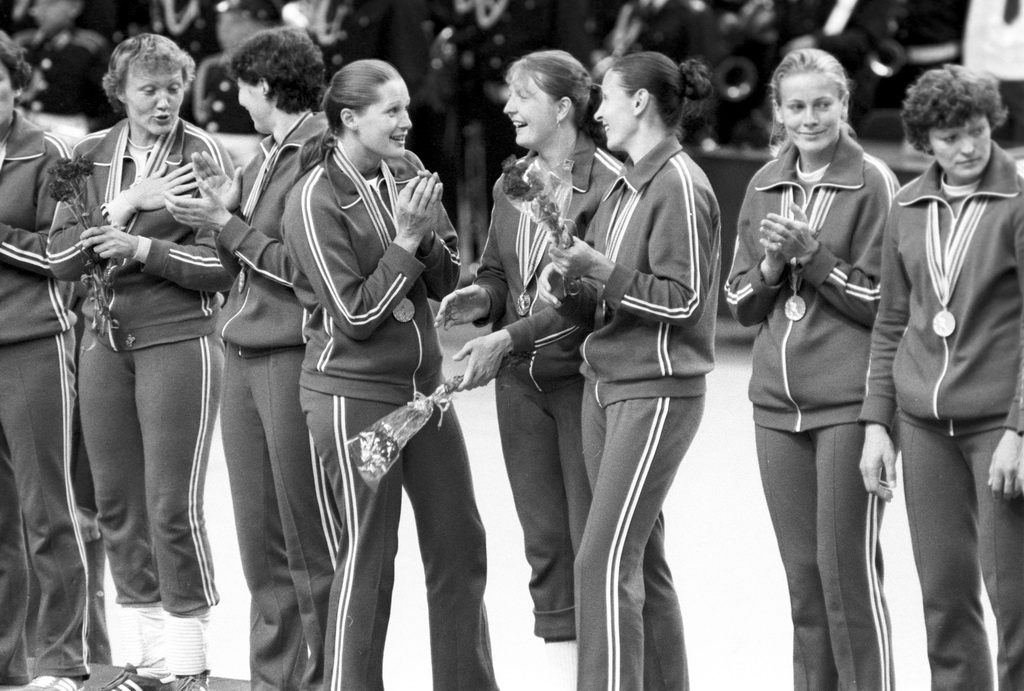
Sovjetunionens damlandslag under prisceremonin.

- Laguppställning[1]:

Olga Barysheva
Tatyana Ivinskaya
Nelli Feryabnikova
Vida Beselienė
Tatyana Ovechkina
Angelė Rupšienė
Lyubov Sharmay
Uljana Semjonova
Tatiana Zakharova-Nadirova
Olga Sukharnova
Nadezhda Shuvayeva
Lyudmila Rogozhina
- Gruppspel:[2]

| Lag           | S | V | O | F | GM  | IM  | MS   | P  |
| ------------- | - | - | - | - | --- | --- | ---- | -- |
| Sovjetunionen | 5 | 5 | 0 | 0 | 553 | 316 | +237 | 10 |
| Bulgarien     | 5 | 4 | 0 | 1 | 440 | 405 | +35  | 8  |
| Jugoslavien   | 5 | 3 | 0 | 2 | 356 | 364 | −8   | 6  |
| Ungern        | 5 | 2 | 0 | 3 | 344 | 407 | −63  | 4  |
| Kuba          | 5 | 1 | 0 | 4 | 346 | 403 | −57  | 2  |
| Italien       | 5 | 0 | 0 | 5 | 308 | 452 | −144 | 0  |

- Final:[3]

|  | 30 juli | Sovjetunionen | 104 – 73 | Bulgarien | Indoor Stadium, Olympiysky Sports Complex, Moskva |  |
|  |         |               |          |           |                                                   |  |
|  |         |               |          |           |                                                   |  |
|  |         |               |          |           |                                                   |  |

### Herrarnas turnering
- Laguppställning[1]:

Stanislav Yeryomin
Valeri Miloserdov
Sergei Tarakanov
Aleksandr Salnikov
Andrei Lopatov
Nikolai Deriugin
Sergei Belov
Vladimir Tkachenko
Anatoli Myshkin
Sergėjus Jovaiša
Aleksandr Belostenny
Vladimir Zhigily
- Gruppspel:[4]

| Lag             | S | V | O | F | GM  | IM  | MS   | P |
| --------------- | - | - | - | - | --- | --- | ---- | - |
| Sovjetunionen   | 3 | 3 | 0 | 0 | 321 | 235 | +86  | 6 |
| Brasilien       | 3 | 2 | 0 | 1 | 279 | 235 | +44  | 4 |
| Tjeckoslovakien | 3 | 1 | 0 | 2 | 285 | 236 | +49  | 2 |
| Indien          | 3 | 0 | 0 | 3 | 194 | 391 | −197 | 0 |

- Semifinalspel:[5]

| Lag           | S | V | O | F | GM  | IM  | MS  | P  |
| ------------- | - | - | - | - | --- | --- | --- | -- |
| Jugoslavien   | 5 | 5 | 0 | 0 | 506 | 442 | +64 | 10 |
| Italien       | 5 | 3 | 0 | 2 | 419 | 438 | −19 | 6  |
| Sovjetunionen | 5 | 3 | 0 | 2 | 505 | 468 | +37 | 6  |
| Spanien       | 5 | 2 | 0 | 3 | 488 | 485 | +3  | 4  |
| Brasilien     | 5 | 2 | 0 | 3 | 448 | 477 | −29 | 4  |
| Kuba          | 5 | 0 | 0 | 5 | 434 | 490 | −56 | 0  |

- Bronsmatch:[6]

|  | 1 augusti | Sovjetunionen | 117 – 94 | Spanien |  |  |
|  |           |               |          |         |  |  |
|  |           |               |          |         |  |  |
|  |           |               |          |         |  |  |

## Boxning
| Idrottare             | Gren            | Omgång 1             | Omgång 2              | Omgång 3             | Kvartsfinal            | Semifinal              | Final                | Final     |
| Idrottare             | Gren            | Motståndare Resultat | Motståndare Resultat  | Motståndare Resultat | Motståndare Resultat   | Motståndare Resultat   | Motståndare Resultat | Placering |
| --------------------- | --------------- | -------------------- | --------------------- | -------------------- | ---------------------- | ---------------------- | -------------------- | --------- |
| Shamil Sabirov        | Lätt flugvikt   | Bye                  | Miguel (POR) 5-0      | i.u.                 | Geilich (GDR) 4-1      | Li (PRK) 5-0           | Ramos (CUB) 3-2      |           |
| Viktor Miroshnichenko | Flugvikt        | Bye                  | Hernández (CUB) 4-1   | i.u.                 | Średnicki (POL) 5-0    | Váradi (HUN) 4-1       | Lesov (BUL) 2-RSC    |           |
| Samson Khachatrian    | Bantamvikt      | Bye                  | Tena (DOM) 5-0        | Ahanda (CMR) 5-0     | Cipere (ROU) 1-4       | Gick inte vidare       | Gick inte vidare     | 5         |
| Viktor Rybakov        | Fjädervikt      | Bye                  | Londas (FRA) 5-0      | Hanlon (GBR) 5-0     | Andreikowski (BUL) 4-1 | Fink (GDR) 1-4         | Gick inte vidare     |           |
| Viktor Demyanenko     | Lättvikt        | Bangura (SLE) DSQ-2  | Jong (PRK) 5-0        | i.u.                 | Lessov (BUL) 5-0       | Nowakowski (GDR) RSC-1 | Herrera (CUB) 3-RSC  |           |
| Serik Konakbajev      | Lätt weltervikt | Cuțov (ROU) 5-0      | Bacskai (HUN) RET-2   | i.u.                 | Molina (PUR) WO        | Aguilar (CUB) 4-1      | Oliva (ITA) 1-4      |           |
| Israel Akopkokhyan    | Weltervikt      | Bye                  | Aldama (CUB) 2-3      | i.u.                 | Gick inte vidare       | Gick inte vidare       | Gick inte vidare     | 9         |
| Aleksandr Kosjkijn    | Lätt mellanvikt | Bye                  | Beden (IRQ) KO-1      | i.u.                 | Wilshire (GBR) KO-2    | Kästner (GDR) 5-0      | Martínez (CUB) 1-4   |           |
| Viktor Savchenko      | Mellanvikt      | Škaro (YUG) RSC-3    | Pfitscher (AUT) RSC-2 | i.u.                 | Trauten (GDR) RSC-2    | Rybicki (POL) RSC-3    | Gómez (CUB) 1-4      |           |
| David Kvachadze       | Lätt tungvikt   | McDonald (GBR) RSC-2 | i.u.                  | i.u.                 | Kacar (YUG) 1-4        | Gick inte vidare       | Gick inte vidare     | 5         |
| Pjotr Zajev           | Tungvikt        | Salihu (YUG) 5-0     | i.u.                  | i.u.                 | Damiani (ITA) 5-0      | Fanghänel (GDR) 5-0    | Stevenson (CUB) 1-4  |           |

## Brottning
Herrarnas fristil
| Idrottare             | Gren    | Omgång 1                                   | Omgång 2                                    | Omgång 3                                      | Omgång 4                               | Omgång 5                                                    | Sista omgången                                                       |
| Idrottare             | Gren    | Motståndare Resultat                       | Motståndare Resultat                        | Motståndare Resultat                          | Motståndare Resultat                   | Motståndare Resultat                                        | Motståndare Resultat                                                 |
| --------------------- | ------- | ------------------------------------------ | ------------------------------------------- | --------------------------------------------- | -------------------------------------- | ----------------------------------------------------------- | -------------------------------------------------------------------- |
| Sergej Kornilajev     | 48 kg   | Jorge Frías (MEX) Vinst genom fall         | Khaled El-Rifai (SYR) Vinst genom fall      | Rumen Yordanov (BUL) 8-6                      | László Bíró (HUN) 17-4                 | Mahabir Singh (IND) 21-1                                    | Claudio Pollio (ITA) · 5-1 · Jang Se-Hong (PRK) · Förlust genom fall |
| Anatoli Beloglazov    | 52 kg   | Hartmut Reich (GDR) 14-3                   | Nanzadyn Buregdaa (MGL) 8-4                 | Mohamed Hachaichi (ALG) Vinst genom fall      | Koce Efremov (YUG) Vinst genom fall    | Nermedin Selimov (BUL) Vinst genom fall                     | Władysław Stecyk (POL) · Vinst genom fall ·                          |
| Sergei Beloglazov     | 57 kg   | Ivan Tsochev (BUL) Vinst genom fall        | Antonio La Bruna (ITA) Vinst genom fall     | Sándor Németh (HUN) Vinst genom fall          | Wiesław Kończak (POL) Vinst genom fall | Li Ho-Pyong (PRK) Vinst genom fall                          | Dugarsürengiin Oyuunbold (MGL) · Vinst genom passivitet ·            |
| Magomedgasan Abusjev  | 62 kg   | Augustine Atasie (NGR) Vinst genom fall    | Aurel Şuteu (ROU) 15-2                      | Ölziibayaryn Nasanjargal (MGL) 8-4            | Miho Dukov (BUL) 4-2                   | Raúl Cascaret (CUB) 9-1                                     | Georgios Hatziioannidis (GRE) · 14-3 ·                               |
| Saipulla Absaidov     | 68 kg   | Stanisław Chiliński (POL) Vinst genom fall | Mazen Tuleimat (SYR) Vinst genom fall       | Octavian Dusa (ROU) Vinst genom fall          | Ivan Yankov (BUL) 6-1                  | Bye                                                         | Šaban Sejdi (YUG) · Vinst genom fall ·                               |
| Pavel Pinigin         | 74 kg   | Rudolf Marro (SUI) Vinst genom fall        | Fitzloyd Walker (GBR) Vinst genom fall      | Ryszard Ścigalski (POL) Vinst genom fall      | Dan Karabin (TCH) 11-1                 | Dzjamtsyn Davaadzjav (MGL) Båda förlorade p.g.a. passivitet | Valentin Raytjev (BUL) Förlust genom fall                            |
| Magomedchan Aratsilov | 82 kg   | Armin Weier (GDR) Vinst genom fall         | Abdulrahman Mohammed (IRQ) Vinst genom fall | Zevegiin Düvchin (MGL) Vinst genom passivitet | Henryk Mazur (POL) Vinst genom fall    | Ismail Abilov (BUL) 4-8                                     | István Kovács (HUN) · 18-1 ·                                         |
| Sanasar Oganisijan    | 90 kg   | Bye                                        | Rafael Gómez (CUB) Vinst genom passivitet   | Ivan Ginov (BUL) 12-6                         | Uwe Neupert (GDR) 9-9                  | Dashdorjiin Tserentogtokh (MGL) Vinst genom fall            | Aleksander Cichoń (POL) · 12-3 ·                                     |
| Ilja Mate             | 100 kg  | Santiago Morales (ESP) Vinst genom fall    | Bárbaro Morgan (CUB) Vinst genom passivitet | Antal Bodó (HUN) Vinst genom fall             | Slavcho Chervenkov (BUL) 6-4           | Tomasz Busse (POL) 9-2                                      | Július Strnisko (TCH) · 3-15 ·                                       |
| Soslan Andijev        | +100 kg | Roland Gehrke (GDR) 7-5                    | Odnoin Bakhyt (MGL) Vinst genom fall        | József Balla (HUN) Vinst genom passivitet     | Mamadou Sakho (SEN) Vinst genom fall   | i.u.                                                        | Adam Sandurski (POL) · 6-3 ·                                         |

Herrarnas grekisk-romersk
| Idrottare              | Gren    | Omgång 1                                    | Omgång 2                                        | Omgång 3                                    | Omgång 4                                   | Omgång 5                                           | Sista omgången                                                             |
| Idrottare              | Gren    | Motståndare Resultat                        | Motståndare Resultat                            | Motståndare Resultat                        | Motståndare Resultat                       | Motståndare Resultat                               | Motståndare Resultat                                                       |
| ---------------------- | ------- | ------------------------------------------- | ----------------------------------------------- | ------------------------------------------- | ------------------------------------------ | -------------------------------------------------- | -------------------------------------------------------------------------- |
| Zjaksilijk Usjkempirov | 48 kg   | Constantin Alexandru (ROU) 6-2              | Roman Kierpacz (POL) 13-10                      | Ferenc Seres (HUN) 17-6                     | bye                                        | Pavel Hristov (BUL) 12-7                           | 1                                                                          |
| Vachtang Blagidze      | 52 kg   | Taisto Halonen (FIN) Vinst genom fall       | Haralambos Holidis (GRE) Vinst genom fall       | Mladen Mladenov (BUL) 7-2                   | Antonín Jelínek (TCH) Vinst genom fall     | i.u.                                               | Lajos Rácz (HUN) · 19-1 ·                                                  |
| Sjamil Serikov         | 57 kg   | Julien Mewis (BEL) Vinst genom fall         | Mihai Boţilă (ROU) Vinst genom fall             | Antonino Caltabiano (ITA) 3-2               | Josef Krysta (TCH) Vinst genom passivitet  | Benni Ljungbeck (SWE) Vinst genom fall             | Józef Lipień (POL) · 11-4 ·                                                |
| Boris Kramorenko       | 62 kg   | Ivan Frgić (YUG) 19-1                       | bye                                             | Michal Vejsada (TCH) Vinst genom passivitet | István Tóth (HUN) Förlust genom passivitet | Stelios Mygiakis (GRE) 6-3                         | 3                                                                          |
| Suren Nalbandian       | 68 kg   | Tapio Sipilä (FIN) Vinst genom passivitet   | Mohamed Moualek (ALG) Vinst genom passivitet    | Károly Gaál (HUN) 4-2                       | Andrzej Supron (POL) 2-4                   | Ştefan Rusu (ROU) Båda förlorade p.g.a. passivitet | Gick inte vidare                                                           |
| Anatolij Bijkov        | 74 kg   | Wiesław Dziadura (POL) 6-5                  | Idalberto Barbán (CUB) Vinst genom passivitet   | Vítězslav Mácha (TCH) 4-2                   | Lennart Lundell (SWE) 10-4                 | Yanko Chopov (BUL) 5-4                             | Mikko Huhtala (FIN) · 7-4 · Ferenc Kocsis (HUN) · Förlust genom passivitet |
| Gennadij Korban        | 82 kg   | Mihály Toma (HUN) Vinst genom passivitet    | Mohammad El-Oulabi (SYR) Vinst genom passivitet | Detlef Kühn (GDR) Vinst genom fall          | Jan Dołgowicz (POL) 11-4                   | i.u.                                               | Pavel Pavlov (BUL) · 13-7 ·                                                |
| Igor Kanygin           | 90 kg   | Stoyan Ivanov (BUL) Vinst genom passivitet  | Petre Dicu (ROU) Vinst genom passivitet         | Czesław Kwieciński (POL) 10-2               | Frank Andersson (SWE) 7-5                  | Norbert Növényi (HUN) 6-7                          | 2                                                                          |
| Nikolaj Balbosjin      | 100 kg  | Tamás Gáspár (HUN) Vinst genom fall         | Vasile Andrei (BUL) Förlust genom skada         | Dök inte upp                                | Gick inte vidare                           | Gick inte vidare                                   | Gick inte vidare                                                           |
| Aleksandr Koltjinskij  | +100 kg | Roman Codreanu (ROU) Vinst genom passivitet | Antonio La Penna (ITA) Vinst genom fall         | Arturo Díaz (CUB) Vinst genom fall          | József Farkas (HUN) Vinst genom passivitet | i.u.                                               | Hassan Bechara (LIB) · Vinst genom fall · Aleksandar Tomov (BUL) · 4-2     |

## Bågskytte
| Bågskytt          | Gren                   | Första rundan | Första rundan | Andra rundan | Andra rundan | Totalt | Totalt |
| Bågskytt          | Gren                   | Poäng         | Rank          | Poäng        | Rank         | Poäng  | Rank   |
| ----------------- | ---------------------- | ------------- | ------------- | ------------ | ------------ | ------ | ------ |
| Keto Losaberidze  | Damernas individuella  | 1257          | 1             | 1234         | 1            | 2491   | 1      |
| Natalja Butuzova  | Damernas individuella  | 1251          | 2             | 1226         | 3            | 2477   | 2      |
| Boris Isatjenko   | Herrarnas individuella | 1217          | 8             | 1235         | 1            | 2452   | 2      |
| Vladimir Jesjejev | Herrarnas individuella | 1222          | 3             | 1210         | 10           | 2432   | 6      |

## Cykling

### Landsvägscykling
| Cyklist                                                    | Gren                   | Tid       | Placering |
| ---------------------------------------------------------- | ---------------------- | --------- | --------- |
| Sergej Suchorutjenkov                                      | Herrarnas linjelopp    | 4:48:28,9 | 1         |
| Jurij Barinov                                              | Herrarnas linjelopp    | 4:51:26,9 | 3         |
| Anatoli Jarkin                                             | Herrarnas linjelopp    | 4:56:54,9 | 6         |
| Jurij Kasjirin                                             | Herrarnas linjelopp    | 4:57:38,9 | 23        |
| Jurij Kasjirin Oleg Logvin Sergej Sjelpakov Anatoli Jarkin | Herrarnas lagtempolopp | 2:01:21,7 | 1         |

### Bancykling
Förföljelse
| Cyklist                                                         | Gren                     | Kvalomgång | Kvalomgång | Kvartsfinal | Kvartsfinal | Semifinal        | Semifinal        | Final            | Final            |
| Cyklist                                                         | Gren                     | Tid        | Placering  | Tid         | Placering   | Tid              | Placering        | Tid              | Placering        |
| --------------------------------------------------------------- | ------------------------ | ---------- | ---------- | ----------- | ----------- | ---------------- | ---------------- | ---------------- | ---------------- |
| Vladimir Osokin                                                 | Herrarnas förföljelse    | 4:41,51    | 6          | 4:38,17     | 2           | Gick inte vidare | Gick inte vidare | Gick inte vidare | Gick inte vidare |
| Viktor Manakov Valerij Movtjan Vladimir Osokin Vitalij Petrakov | Herrarnas lagförföljelse | 4:16,62    | 1 Q        | 4:14,64     | 1 Q         | 4:26,52          | 1 Q              | 4:15,70          | 1                |

Herrarnas tempolopp
- Aleksandr Panfilov 1:04,845 ()

Herrarnas sprint
- Sergej Kopjlov

| Första omgången  | Andra omgången       | Åttondelsfinal       | Kvartsfinal          | Semifinal             | Final              | Final     |
| Motståndare Tid  | Motståndare Tid      | Motståndare Tid      | Motståndare Tid      | Motståndare Tid       | Motståndare Tid    | Placering |
| ---------------- | -------------------- | -------------------- | -------------------- | --------------------- | ------------------ | --------- |
| Ahokas (FIN) W - | Joseph (GUY) W 10,55 | Tucker (AUS) W 10,55 | Dazzan (ITA) W 10,76 | Heßlich (GDR) L 11,23 | Tkác (URS) W 10,70 | 3         |

## Fotboll
- Laguppställning:

Rinat Dasayev
Tengiz Sulakvelidze
Aleksandr Tjivadze
Vagiz Chidijatullin
Oleg Romantsev
Sergej Sjavlo
Sergej Andrejev
Volodymyr Bezsonov
Juri Gavrilov
Fjodor Cherenkov
Valerij Gazzajev
Vladimir Pilguj
Serhij Baltatja
Sergei Nikulin
Choren Oganesian
Aleksandr Prokopenko
- Gruppspel:[7]

| Lag           | S | V | O | F | GM | IM | MS  | P |
| ------------- | - | - | - | - | -- | -- | --- | - |
| Sovjetunionen | 3 | 3 | 0 | 0 | 15 | 1  | +14 | 6 |
| Kuba          | 3 | 2 | 0 | 1 | 3  | 9  | −6  | 4 |
| Venezuela     | 3 | 1 | 0 | 2 | 3  | 7  | −4  | 2 |
| Zambia        | 3 | 0 | 0 | 3 | 2  | 6  | −4  | 0 |

- Kvartsfinal:

|       | 27 juli | Sovjetunionen              | 2 – 1                | Kuwait     | Dynamostadion, Moskva       |                             |
| 18:00 | 18:00   | Tjerenkov 30′ Gavrilov 51′ | (1 – 0) Matchrapport | Sultan 59′ | Domare: Mario Rubio Vazquez | Domare: Mario Rubio Vazquez |
| 18:00 | 18:00   |                            |                      |            | Domare: Mario Rubio Vazquez | Domare: Mario Rubio Vazquez |
| 18:00 | 18:00   |                            |                      |            | Domare: Mario Rubio Vazquez | Domare: Mario Rubio Vazquez |

- Semifinal:

|       | 29 juli | Sovjetunionen | 0 – 1                | Östtyskland | Leninstadion, Moskva                |                                     |
| 20:00 | 20:00   |               | (0 – 1) Matchrapport | Netz 16′    | Publik: 95 000 Domare: Ulf Eriksson | Publik: 95 000 Domare: Ulf Eriksson |
| 20:00 | 20:00   |               |                      |             | Publik: 95 000 Domare: Ulf Eriksson | Publik: 95 000 Domare: Ulf Eriksson |
| 20:00 | 20:00   |               |                      |             | Publik: 95 000 Domare: Ulf Eriksson | Publik: 95 000 Domare: Ulf Eriksson |

- Bronsmatch:

|       | 1 augusti | Sovjetunionen              | 2 – 0                | Jugoslavien | Dynamostadion, Moskva |                       |
| 20:00 | 20:00     | Oganesian 67′ Andrejev 82′ | (0 – 0) Matchrapport |             | Domare: Bob Valentine | Domare: Bob Valentine |
| 20:00 | 20:00     |                            |                      |             | Domare: Bob Valentine | Domare: Bob Valentine |
| 20:00 | 20:00     |                            |                      |             | Domare: Bob Valentine | Domare: Bob Valentine |

## Friidrott
Damer
Bana och väg
| Idrottare                                                                                            | Gren       | Heat     | Heat      | Kvartsfinal | Kvartsfinal | Semifinal | Semifinal | Final            | Final            |
| Idrottare                                                                                            | Gren       | Resultat | Placering | Resultat    | Placering   | Resultat  | Placering | Resultat         | Placering        |
| --- | ---------- | -------- | --------- | ----------- | ----------- | --------- | --------- | ---------------- | ---------------- |
| Ljudmila Kondratjeva                                                                                 | 100 m      | 11.13    | 1 Q       | 11.06       | 1 Q         | 11.11     | 1 Q       | 11.06            | 1                |
| Vera Anisimova                                                                                       | 100 m      | 11.53    | 2 Q       | 11.33       | 4 Q         | 11.51     | 5         | Gick inte vidare | Gick inte vidare |
| Natalja Botjina                                                                                      | 100 m      | 11.38    | 3 Q       | 11.30       | 3 Q         | 11.38     | 6         | Gick inte vidare | Gick inte vidare |
| Natalja Botjina                                                                                      | 200 m      | 23.28    | 1 Q       | 22.26       | 1 Q         | 22.75     | 2 Q       | 22.19            | 2                |
| Ljudmila Maslakova                                                                                   | 200 m      | 23.49    | 1 Q       | 23.24       | 2 Q         | 23.27     | 7         | Gick inte vidare | Gick inte vidare |
| Irina Nazarova                                                                                       | 400 m      | 51.66    | 1 Q       | i.u.        | i.u.        | 50.18     | 2 Q       | 50.07            | 4                |
| Nina Ziuskova                                                                                        | 400 m      | 51.42    | 1 Q       | i.u.        | i.u.        | 51.12     | 4 Q       | 50.17            | 5                |
| Ljudmila Tjernova                                                                                    | 400 m      | 51.51    | 3 Q       | i.u.        | i.u.        | 51.30     | 5         | Gick inte vidare | Gick inte vidare |
| Nadezjda Olizarenko                                                                                  | 800 m      | 1:59.23  | 1 Q       | i.u.        | i.u.        | 1:57.69   | 1 Q       | 1:53.43          | 1                |
| Olga Minejeva                                                                                        | 800 m      | 2:01.45  | 2 Q       | i.u.        | i.u.        | 1:57.50   | 1 Q       | 1:54.81          | 2                |
| Tatjana Providochina                                                                                 | 800 m      | 1:58.44  | 1 Q       | i.u.        | i.u.        | 1:58.29   | 3 Q       | 1:55.46          | 3                |
| Tatjana Kazankina                                                                                    | 1 500 m    | 3:59.12  | 1 Q       | i.u.        | i.u.        | i.u.      | i.u.      | 3:56.56          | 1                |
| Nadezjda Olizarenko                                                                                  | 1 500 m    | 3:59.48  | 2 Q       | i.u.        | i.u.        | i.u.      | i.u.      | 3:59.52          | 3                |
| Ljubov Smolka                                                                                        | 1 500 m    | 4:04.36  | 1 Q       | i.u.        | i.u.        | i.u.      | i.u.      | 4:01.25          | 6                |
| Vera Komisova                                                                                        | 100 m häck | 12.67    | 1 Q       | i.u.        | i.u.        | 12.78     | 1 Q       | 12.56            | 1                |
| Irina Litovtjenko                                                                                    | 100 m häck | 12.97    | 1 Q       | i.u.        | i.u.        | 12.84     | 3 Q       | 12.84            | 6                |
| Tatjana Anisimova                                                                                    | 100 m häck | 13.31    | 3 Q       | i.u.        | i.u.        | DNS       | DNS       | Gick inte vidare | Gick inte vidare |
| Vera Komisova Ljudmila Maslakova Vera Anisimova Natalja Botjina                                      | 4 x 100 m  | i.u.     | i.u.      | i.u.        | i.u.        | i.u.      | i.u.      | 42.10            | 2                |
| Olga Minejeva* Ljudmila Tjernova* Tatjana Prorotjenko Tatjana Gojsjtjik Nina Ziuskova Irina Nazarova | 4 x 400 m  | 3:25.3   | 1 Q       | i.u.        | i.u.        | i.u.      | i.u.      | 3:20.12          | 1                |

* Deltog endast i heaten.
Fältgrenar
| Idrottare             | Gren           | Kval  | Kval      | Final            | Final            |
| Idrottare             | Gren           | Längd | Placering | Längd            | Placering        |
| --------------------- | -------------- | ----- | --------- | ---------------- | ---------------- |
| Marina Sysojeva       | Höjdhopp       | 1.88  | 1 Q       | 1.91             | 5                |
| Tamara Bykova         | Höjdhopp       | 1.88  | 7 Q       | 1.88             | 9                |
| Marina Serkova        | Höjdhopp       | 1.80  | 16        | Gick inte vidare | Gick inte vidare |
| Tatjana Kolpakova     | Längdhopp      | 6.70  | 3 Q       | 7.06             | 1                |
| Tetjana Skatjko       | Längdhopp      | 6.56  | 9 Q       | 7.01             | 3                |
| Lidija Alfejeva       | Längdhopp      | 6.78  | 1 Q       | 6.71             | 8                |
| Svetlana Kratjevskaja | Kulstötning    | i.u.  | i.u.      | 21.42            | 2                |
| Nunu Abasjidze        | Kulstötning    | i.u.  | i.u.      | 20.74            | 4                |
| Natalka Achrimenko    | Kulstötning    | i.u.  | i.u.      | 19.64            | 7                |
| Tatjana Lesovaja      | Diskuskastning | 62.20 | 4 Q       | 67.40            | 3                |
| Galina Murasjova      | Diskuskastning | 60.32 | 7 Q       | 63.84            | 7                |
| Faina Melnik          | Diskuskastning | 53.76 | 16        | Gick inte vidare | Gick inte vidare |
| Saida Gunba           | Spjutkastning  | 63.78 | 3 Q       | 67.76            | 2                |
| Tatjana Birjulina     | Spjutkastning  | 59.86 | 11 Q      | 65.08            | 6                |
| Jadviga Putiniene     | Spjutkastning  | 62.96 | 6 Q       | 59.94            | 11               |

Kombinerade grenar – femkamp
| Idrottare           | Gren     | 100H  | HJ   | SP    | LJ   | 800 m  | Final | Placering |
| ------------------- | -------- | ----- | ---- | ----- | ---- | ------ | ----- | --------- |
| Nadija Tkatjenko    | Resultat | 13.29 | 1.84 | 16.84 | 6.73 | 2:05.2 | 5083  | 1         |
| Nadija Tkatjenko    | Poäng    | 960   | 1068 | 994   | 1062 | 999    | 5083  | 1         |
| Olga Rukavisjnikova | Resultat | 13.66 | 1.88 | 14.09 | 6.79 | 2:04.8 | 4937  | 2         |
| Olga Rukavisjnikova | Poäng    | 910   | 1104 | 844   | 1074 | 1005   | 4937  | 2         |
| Olga Kuragina       | Resultat | 13.26 | 1.84 | 12.49 | 6.77 | 2:03.6 | 4875  | 3         |
| Olga Kuragina       | Poäng    | 964   | 1068 | 749   | 1070 | 1024   | 4875  | 3         |

Herrar
Bana och väg
| Idrottare                                                                          | Gren           | Heat     | Heat      | Kvartsfinal      | Kvartsfinal      | Semifinal        | Semifinal        | Final            | Final            |
| Idrottare                                                                          | Gren           | Resultat | Placering | Resultat         | Placering        | Resultat         | Placering        | Resultat         | Placering        |
| ---------------------------------------------------------------------------------- | -------------- | -------- | --------- | ---------------- | ---------------- | ---------------- | ---------------- | ---------------- | ---------------- |
| Aleksandr Aksinin                                                                  | 100 m          | 10.26    | 1 Q       | 10.29            | 1 Q              | 10.45            | 3 Q              | 10.42            | 4                |
| Vladimir Muravjov                                                                  | 100 m          | 10.37    | 2 Q       | 10.34            | 3 Q              | 10.42            | 3 Q              | 10.44            | 6                |
| Andrej Sjljapnikov                                                                 | 100 m          | 10.43    | 3 Q       | 10.41            | 5                | Gick inte vidare | Gick inte vidare | Gick inte vidare | Gick inte vidare |
| Nikolaj Sidorov                                                                    | 200 m          | 21.15    | 3 Q       | 20.83            | 2 Q              | 21.17            | 7                | Gick inte vidare | Gick inte vidare |
| Aleksandr Stasevitj                                                                | 200 m          | DNF      | DNF       | Gick inte vidare | Gick inte vidare | Gick inte vidare | Gick inte vidare | Gick inte vidare | Gick inte vidare |
| Viktor Markin                                                                      | 400 m          | 46.88    | 1 Q       | 45.58            | 1 Q              | 45.60            | 2 Q              | 44.60            | 1                |
| Viktor Burakov                                                                     | 400 m          | 46.41    | 2 Q       | 46.23            | 3 Q              | 45.97            | 5                | Gick inte vidare | Gick inte vidare |
| Nikolaj Tjernetskij                                                                | 400 m          | 47.04    | 1 Q       | 46.30            | 4 Q              | 45.94            | 6                | Gick inte vidare | Gick inte vidare |
| Nikolaj Kirov                                                                      | 800 m          | 1:47.47  | 2 Q       | i.u.             | i.u.             | 1:46.53          | 1 Q              | 1:45.94          | 3                |
| Anatolij Resjetnjak                                                                | 800 m          | 1:47.91  | 2 Q       | i.u.             | i.u.             | 1:48.12          | 5                | Gick inte vidare | Gick inte vidare |
| Vladimir Malozemlin                                                                | 1 500 m        | 3:38.68  | 4 Q       | i.u.             | i.u.             | 3:43.56          | 5                | Gick inte vidare | Gick inte vidare |
| Vitalij Tisjtjenko                                                                 | 1 500 m        | 3:44.39  | 2 Q       | i.u.             | i.u.             | 3:41.42          | 7                | Gick inte vidare | Gick inte vidare |
| Pavel Jakovlev                                                                     | 1 500 m        | 3:44.19  | 5         | i.u.             | i.u.             | Gick inte vidare | Gick inte vidare | Gick inte vidare | Gick inte vidare |
| Aleksandr Fjodotkin                                                                | 5 000 m        | 13:45.52 | 6 Q       | i.u.             | i.u.             | 13:31.87         | 8 Q              | 13:24.10         | 8                |
| Valerij Abramov                                                                    | 5 000 m        | 13:42.86 | 3 Q       | i.u.             | i.u.             | 13:40.67         | 6                | Gick inte vidare | Gick inte vidare |
| Enn Sellik                                                                         | 5 000 m        | 13:52.34 | 8         | i.u.             | i.u.             | Gick inte vidare | Gick inte vidare | Gick inte vidare | Gick inte vidare |
| Enn Sellik                                                                         | 10 000 m       | 29:12.1  | 4 Q       | i.u.             | i.u.             | i.u.             | i.u.             | 28:13.72         | 8                |
| Vladimir Sjesterov                                                                 | 10 000 m       | 29:32.4  | 9         | i.u.             | i.u.             | i.u.             | i.u.             | Gick inte vidare | Gick inte vidare |
| Aleksandras Antipovas                                                              | 10 000 m       | DNF      | DNF       | i.u.             | i.u.             | i.u.             | i.u.             | Gick inte vidare | Gick inte vidare |
| Satymkul Dzjumanazarov                                                             | Maraton        | i.u.     | i.u.      | i.u.             | i.u.             | i.u.             | i.u.             | 2:11:35          | 3                |
| Vladimir Kotov                                                                     | Maraton        | i.u.     | i.u.      | i.u.             | i.u.             | i.u.             | i.u.             | 2:12:05          | 4                |
| Leonid Mosejev                                                                     | Maraton        | i.u.     | i.u.      | i.u.             | i.u.             | i.u.             | i.u.             | 2:12:14          | 5                |
| Aleksandr Putjkov                                                                  | 110 m häck     | 13.84    | 4 Q       | i.u.             | i.u.             | 13.50            | 2 Q              | 13.44            | 3                |
| Andrej Prokofjev                                                                   | 110 m häck     | 13.61    | 2 Q       | i.u.             | i.u.             | 13.59            | 2 Q              | 13.49            | 4                |
| Jurij Tjervanjov                                                                   | 110 m häck     | 13.75    | 1 Q       | i.u.             | i.u.             | 13.78            | 3 Q              | 15.80            | 8                |
| Vasilij Archipenko                                                                 | 400 m häck     | 50.22    | 1 Q       | i.u.             | i.u.             | 49.80            | 1 Q              | 48.86            | 2                |
| Nikolaj Vasiljev                                                                   | 400 m häck     | 50.09    | 1 Q       | i.u.             | i.u.             | 49.87            | 2 Q              | 49.34            | 4                |
| Aleksandr Charlov                                                                  | 400 m häck     | 50.79    | 4 Q       | i.u.             | i.u.             | 50.64            | 5                | Gick inte vidare | Gick inte vidare |
| Anatolij Dimov                                                                     | 3 000 m hinder | 8:33.18  | 2 Q       | i.u.             | i.u.             | 8:24.81          | 5 Q              | 8:19.75          | 8                |
| Aleksandr Vorobej                                                                  | 3 000 m hinder | 8:42.59  | 7 Q       | i.u.             | i.u.             | 8:44.24          | 9                | Gick inte vidare | Gick inte vidare |
| Sergej Olizarenko                                                                  | 3 000 m hinder | 8:34.20  | 3 Q       | i.u.             | i.u.             | DNF              | DNF              | Gick inte vidare | Gick inte vidare |
| Vladimir Muravjov Nikolaj Sidorov Aleksandr Aksinin Andrej Prokofjev               | 4 x 100 m      | 38.68    | 1 Q       | i.u.             | i.u.             | i.u.             | i.u.             | 38.26            | 1                |
| Remigijus Valiulis Michail Linge Nikolaj Tjernetskij Viktor Markin Viktor Burakov* | 4 x 400 m      | 3:01.8   | 1 Q       | i.u.             | i.u.             | i.u.             | i.u.             | 3:01.08          | 1                |
| Pjotr Potjintjuk                                                                   | 50 km gång     | i.u.     | i.u.      | i.u.             | i.u.             | i.u.             | i.u.             | 1-24:45.4        | 2                |
| Jevgenij Jevsjukov                                                                 | 50 km gång     | i.u.     | i.u.      | i.u.             | i.u.             | i.u.             | i.u.             | 1-26:28.3        | 51               |
| Anatolij Solomin                                                                   | 50 km gång     | i.u.     | i.u.      | i.u.             | i.u.             | i.u.             | i.u.             | DQ               | DQ               |
| Jevgenij Ivtjenko                                                                  | 50 km gång     | i.u.     | i.u.      | i.u.             | i.u.             | i.u.             | i.u.             | 3-56:32          | 3                |
| Vjatjeslav Fursov                                                                  | 50 km gång     | i.u.     | i.u.      | i.u.             | i.u.             | i.u.             | i.u.             | 3-58:32          | 5                |
| Boris Jakovlev                                                                     | 50 km gång     | i.u.     | i.u.      | i.u.             | i.u.             | i.u.             | i.u.             | DQ               | DQ               |

* Deltog endast i heaten.
Fältgrenar
| Idrottare             | Gren           | Kval  | Kval      | Final            | Final            |
| Idrottare             | Gren           | Längd | Placering | Längd            | Placering        |
| --------------------- | -------------- | ----- | --------- | ---------------- | ---------------- |
| Valerij Podluzjnyj    | Längdhopp      | 8.02  | 4 Q       | 8.18             | 3                |
| Viktor Belskij        | Längdhopp      | 8.01  | 5 Q       | 8.10             | 6                |
| Jaak Uudmäe           | Tresteg        | 16.69 | 4 Q       | 17.35            | 1                |
| Viktor Sanejev        | Tresteg        | 16.57 | 6 Q       | 17.24            | 2                |
| Jevgenij Anikin       | Tresteg        | 16.77 | 3 Q       | 16.12            | 9                |
| Aleksandr Grigorjev   | Höjdhopp       | 2.21  | 13 Q      | 2.21             | 8                |
| Gennadij Belkov       | Höjdhopp       | 2.21  | 6 Q       | 2.21             | 10               |
| Aleksej Demjanjuk     | Höjdhopp       | 2.21  | 6 Q       | 2.21             | 11               |
| Konstantin Volkov     | Stavhopp       | 5.35  | 8 Q       | 5.65             | 2                |
| Sergej Kulibaba       | Stavhopp       | 5.35  | 11 Q      | 5.45             | 8                |
| Jurij Prochorenko     | Stavhopp       | NH    | NH        | Gick inte vidare | Gick inte vidare |
| Vladimir Kiseljov     | Kulstötning    | 20.72 | 1 Q       | 21.35            | 1                |
| Aleksandr Barysjnikov | Kulstötning    | 20.58 | 2 Q       | 21.08            | 2                |
| Anatolij Jarotj       | Kulstötning    | 20.19 | 5 Q       | 19.93            | 9                |
| Viktor Rasjtjupkin    | Diskuskastning | 64.78 | 2 Q       | 66.64            | 1                |
| Jurij Dumtjev         | Diskuskastning | 62.82 | 5 Q       | 65.58            | 5                |
| Igor Duginjets        | Diskuskastning | 63.10 | 4 Q       | 64.04            | 6                |
| Dainis Kūla           | Spjutkastning  | 85.76 | 3 Q       | 91.20            | 1                |
| Aleksandr Makarov     | Spjutkastning  | 83.32 | 6 Q       | 89.64            | 2                |
| Heino Puuste          | Spjutkastning  | 82.96 | 7 Q       | 86.10            | 4                |
| Jurij Sedych          | Släggkastning  | 78.22 | 1 Q       | 81.80            | 1                |
| Sergej Litvinov       | Släggkastning  | 75.24 | 3 Q       | 80.64            | 2                |
| Jüri Tamm             | Släggkastning  | 76.24 | 2 Q       | 78.96            | 3                |

Kombinerade grenar – tiokamp
| Idrottare       | Gren     | 100 m | LJ   | SP    | HJ   | 400 m | 110H  | DT    | PV   | JT    | 1500 m | Final | Placering |
| --------------- | -------- | ----- | ---- | ----- | ---- | ----- | ----- | ----- | ---- | ----- | ------ | ----- | --------- |
| Jurij Kutsenko  | Resultat | 11.19 | 7.74 | 14.50 | 2.08 | 48.67 | 15.04 | 39.86 | 4.90 | 68.08 | 4:22.6 | 8331  | 2         |
| Jurij Kutsenko  | Poäng    | 759   | 969  | 759   | 925  | 866   | 844   | 683   | 1028 | 857   | 641    | 8331  | 2         |
| Sergej Zjelanov | Resultat | 11.40 | 7.60 | 14.17 | 2.18 | 49.27 | 14.83 | 42.80 | 4.60 | 57.30 | 4:27.5 | 8315  | 3         |
| Sergej Zjelanov | Poäng    | 710   | 941  | 739   | 1009 | 838   | 867   | 740   | 957  | 728   | 606    | 8315  | 3         |
| Valerj Katjanov | Resultat | 11.22 | 7.65 | 14.70 | 2.08 | 48.67 | 14.40 | 46.02 | i.u. | –     | –      | DNF   | DNF       |
| Valerj Katjanov | Poäng    | 752   | 951  | 771   | 925  | 866   | 915   | 800   | 0    | –     | –      | DNF   | DNF       |

## Fäktning
Sovjetunionen representerades av 18 deltagare i fäktning, de deltog i samtliga åtta grenar och tog tre guld och totalt åtta medaljer.
Herrarnas florett
- Vladimir Smirnov ( Guld)
- Aleksandr Romankov ( Brons)
- Sarbizjan Ruziev (4:e plats)

Herrarnas florett, lag
- Aleksandr Romankov, Vladimir Smirnov, Sarbizjan Ruziev, Asjot Karagian, Vladimir Lapitskij ( Silver)

Herrarnas värja
- Aleksandr Mozjajev (5:e plats)
- Boris Lukomskij (7:e plats)
- Aleksandr Abusjachmetov (9:e plats)

Herrarnas värja, lag
- Asjot Karagian, Boris Lukomskij, Aleksandr Abusjachmetov, Aleksandr Mozjajev, Vladimir Smirnov ( Brons)

Herrarnas sabel
- Viktor Krovopuskov ( Guld)
- Michail Burtsev ( Silver)
- Vladimir Nazlimov (8:e plats)

Herrarnas sabel, lag
- Michail Burtsev, Viktor Krovopuskov, Viktor Sidjak, Vladimir Nazlimov ( Guld)

Damernas florett
- Nailja Giljazova (9:e plats)
- Jelena Novikova-Belova (9:e plats)
- Valentina Sidorova (13:e plats)

Damernas florett, lag
- Valentina Sidorova, Nailja Giljazova, Jelena Novikova-Belova, Irina Usjakova, Larisa Tsagarajeva ( Silver)

## Handboll

### Damernas turnering
- Laguppställning:

Larysa Karlova
Tetyana Kotjerhina
Valentyna Lutajeva
Aldona Nenėnienė
Lyubov Odynokova
Iryna Paltjykova
Lyudmila Poradnyk
Julija Safina
Larisa Savkina
Sigita Strečen
Natalija Tjmosjkina
Zinaida Turtjyna
Olha Zubarjeva

- Resultat:

| Lag               | S | V | O | F | GM  | IM  | MS   | P  |
| ----------------- | - | - | - | - | --- | --- | ---- | -- |
| Sovjetunionen     | 5 | 5 | 0 | 0 | 99  | 52  | +47  | 10 |
| Jugoslavien       | 5 | 3 | 1 | 1 | 107 | 67  | +40  | 7  |
| Östtyskland       | 5 | 3 | 1 | 1 | 91  | 58  | +33  | 7  |
| Ungern            | 5 | 1 | 1 | 3 | 80  | 74  | +6   | 3  |
| Tjeckoslovakien   | 5 | 1 | 1 | 3 | 65  | 78  | −13  | 3  |
| Kongo-Brazzaville | 5 | 0 | 0 | 5 | 46  | 159 | −113 | 0  |

### Herrarnas turnering
- Laguppställning:

Michail Isjtjenko
Viktor Machorin
Sergej Kusjniryjuk
Aleksandr Karsjakevitj
Vladimir Kravtsov
Vladimir Belov
Anatolij Fedyjukin
Aleksandr Anpilogov
Evgenij Tjernysjov
Aleksej Zjuk
Nikolaj Tomin
Jurij Kidyjajev
Vladimir Repijev
Valdemar Nivitskij

- Gruppspel:

| Lag           | S | V | O | F | GM  | IM  | MS   | P |
| ------------- | - | - | - | - | --- | --- | ---- | - |
| Sovjetunionen | 5 | 4 | 0 | 1 | 134 | 75  | +59  | 8 |
| Rumänien      | 5 | 4 | 0 | 1 | 119 | 88  | +31  | 8 |
| Jugoslavien   | 5 | 4 | 0 | 1 | 132 | 92  | +40  | 8 |
| Schweiz       | 5 | 2 | 0 | 3 | 110 | 98  | +12  | 4 |
| Algeriet      | 5 | 1 | 0 | 4 | 94  | 124 | −30  | 2 |
| Kuwait        | 5 | 0 | 0 | 5 | 64  | 176 | −112 | 0 |

- Final:

|       | 30 juli 1980 | Sovjetunionen | 22 – 23 | Östtyskland |  |  |
| 18:30 |              |               |         |             |  |  |
|       |              |               |         |             |  |  |
|       |              |               |         |             |  |  |

## Kanotsport
Kanadensare:
| Kanotist                             | Gren                 | Heat    | Heat      | Final   | Final     |
| Kanotist                             | Gren                 | Tid     | Placering | Tid     | Placering |
| ------------------------------------ | -------------------- | ------- | --------- | ------- | --------- |
| Serhij Postrechin                    | Herrarnas C1 500 m   | 1:54.13 | 1 Q       | 1:53.37 |           |
| Serhij Postrechin                    | Herrarnas C1 1 000 m | 4:07.39 | 3 Q       | 4:13.53 |           |
| Serhij Petrenko Aleksandr Vinogradov | Herrarnas C2 500 m   | 1:44.54 | 3 Q       | 1:46.95 | 6         |
| Vasyl Jurtjenko Jurij Lobanov        | Herrarnas C2 1 000 m | 3:41.32 | 2 Q       | 3:51.28 |           |

Kajak:
| Kanotist                                                                | Gren                | Heat    | Heat      | Semifinal | Semifinal | Final            | Final            |
| Kanotist                                                                | Gren                | Tid     | Placering | Tid       | Placering | Tid              | Placering        |
| ----------------------------------------------------------------------- | ------------------- | ------- | --------- | --------- | --------- | ---------------- | ---------------- |
| Antonina Melnikova                                                      | Damernas K1 500 m   | 1:58.74 | 3 Q       | i.u.      | i.u.      | 1:59.66          |                  |
| Galina Aleksejeva Nina Trofimova                                        | Damernas K2 500 m   | 1:47.07 | 1 Q       | i.u.      | i.u.      | 1:46.91          |                  |
| Uladzimir Parfjanovitj                                                  | Herrarnas K1 500 m  | 1:44.80 | 1 Q       | 1:43.24   | 1 Q       | 1:43.43          |                  |
| Rasmutis Višinskis                                                      | Herrarnas K1 1000 m | 3:48.57 | 4         | 3:54.52   | 4         | Gick inte vidare | Gick inte vidare |
| Uladzimir Parfjanovitj Serhij Tjuchraj                                  | Herrarnas K2 500 m  | 1:33.75 | 1 Q       | 1:34.71   | 1 Q       | 1:32.38          |                  |
| Uladzimir Parfjanovitj Serhij Tjuchraj                                  | Herrarnas K2 1000 m | 3:24.61 | 1 Q       | 3:35.81   | 1 Q       | 3:26.72          |                  |
| Gennadij Machnjov Serhij Nahoryj Aleksandrs Avdejevs Uladzimir Tajnikaŭ | Herrarnas K4 1000 m | 3:02,70 | 1 Q       | i.u.      | i.u.      | 3:19.83          | 7                |

## Segling
Finnjolle
- Andrej Balasjov   →  Brons

470
- Sergej Zjdanov  → 10:e plats
- Vladimir Ignatenko   → 10:e plats

Flying Dutchman
- Valerij Zubanov   → 5:e plats
- Vladimir Leontiev   → 5:e plats

Starbåt
- Valentin Mankin →  Guld
- Aleksandr Muzytjenko  →  Guld

Tornado
- Aleksandr Zybin  → 4:e plats
- Viktor Potapov   → 4:e plats

Soling
- Boris Budnikov  →  Silver
- Aleksandr Budnikov   →  Silver
- Nikolaj Poljakov   →  Silver

## Simhopp
12 deltagare representerade Sovjetunionen i simhoppet, de deltog alla fyra grenarna. Totalt tog de sex medaljer varav två guld.
Damernas 3 m
- Irina Kalinina
  - Kval - 478.860 poäng (1:a plats)
  - Slutligt resultat - 725.910 poäng ( Guld)
- Zjanna Tsirulnikova
  - Kval - 454.350 poäng (2:a plats)
  - Slutligt resultat - 673.665 poäng (4:e plats)
- Irina Sidorova
  - Kval - 432.570 poäng (5:e plats)
  - Slutligt resultat - 650.265 poäng (7:e plats)

Damernas 10 m
- Sirvard Emirzjan
  - Kval - 381.990 poäng (1:a plats)
  - Slutligt resultat - 576.465 poäng ( Silver)
- Liana Tsotadze
  - Kval - 360.870 poäng (2:a plats)
  - Slutligt resultat - 575.925 poäng ( Brons)
- Jelena Matjushenko
  - Kval - 351.000 poäng (6:e plats)
  - Slutligt resultat - 540.180 poäng (5:e plats)

Herrarnas 3 m
- Aleksandr Portnov
  - Kval - 580.110 poäng (2:a plats)
  - Slutligt resultat - 905.025 poäng ( Guld)
- Aleksandr Kosenkov
  - Kval - 558.900 poäng (4:e plats)
  - Slutligt resultat -  855.120 poäng (5:e plats)
- Vjatjeslav Trosjin
  - Kval - 552.420 poäng (7:e plats)
  - Slutligt resultat -  820.050 poäng (7:e plats)

Herrarnas 10 m
- Uladzimir Alejnik
  - Kval - 539.070 poäng (2:a plats)
  - Slutligt resultat - 819.705 poäng ( Silver)
- David Ambartsumjan
  - Kval - 518.820 poäng (4:e plats)
  - Slutligt resultat - 817.440 poäng ( Brons)
- Sergej Nemtsanov
  - Kval - 487.200 poäng (8:e plats)
  - Slutligt resultat - 775.860 poäng (7:e plats)

## Simning
39 deltagare representerade Sovjetunionen i simningen, i totalt 26 tävlingar. De tog åtta guld och totalt 22 medaljer.
Damer
| Tävlande                                                                                              | Gren               | Heat    | Heat      | Final            | Final            |
| Tävlande                                                                                              | Gren               | Tid     | Placering | Tid              | Placering        |
| --- | ------------------ | ------- | --------- | ---------------- | ---------------- |
| Olga Klevakina                                                                                        | 100 m frisim       | 57.62   | 2 Q       | 57.40            | 4                |
| Natalja Strunnikova                                                                                   | 100 m frisim       | 57.43   | 1 Q       | 57.83            | 6                |
| Larisa Tsaryova                                                                                       | 100 m frisim       | 59.12   | 4         | Gick inte vidare | Gick inte vidare |
| Olga Klevakina                                                                                        | 200 m frisim       | 2:02.29 | 2 Q       | 2:02.36          | 4                |
| Natalja Strunnikova                                                                                   | 200 m frisim       | 2:03.36 | 2 Q       | 2:03.74          | 7                |
| Irina Aksyonova                                                                                       | 200 m frisim       | 2:03.63 | 3 Q       | 2:04.00          | 8                |
| Irina Aksyonova                                                                                       | 400 m frisim       | 4:14.39 | 2 Q       | 4:14.40          | 5                |
| Olga Klevakina                                                                                        | 400 m frisim       | 4:18.13 | 4 Q       | 4:19.18          | 8                |
| Oksana Komissarova                                                                                    | 400 m frisim       | 4:18.61 | 3         | Gick inte vidare | Gick inte vidare |
| Irina Aksyonova                                                                                       | 800 m frisim       | 8:44.42 | 2 Q       | 8:38.05          | 4                |
| Oksana Komissarova                                                                                    | 800 m frisim       | 8:45.80 | 4 Q       | 8:42.04          | 5                |
| Olena Ivanova                                                                                         | 800 m frisim       | 8:47.33 | 5 Q       | 8:46.45          | 8                |
| Irina Gerasimova Natalja Strunnikova Larisa Tsaryova Olga Klevakina                                   | 4x100 meter frisim | -       | DQ        | Gick inte vidare | Gick inte vidare |
| Larisa Gorchakova                                                                                     | 100 m ryggsim      | 1:03.82 | 2 Q       | 1:03.87          | 6                |
| Olena Kruglova                                                                                        | 100 m ryggsim      | 1:04.63 | 2         | Gick inte vidare | Gick inte vidare |
| Larisa Gorchakova                                                                                     | 200 m ryggsim      | 2:16.68 | 3 Q       | 2:17.72          | 8                |
| Olena Kruglova                                                                                        | 200 m ryggsim      | 2:22.41 | 5         | Gick inte vidare | Gick inte vidare |
| Elvira Vasilkova                                                                                      | 100 m bröstsim     | 1:11.03 | 1 Q       | 1:10.41          | 2                |
| Lina Kačiušytė                                                                                        | 100 m bröstsim     | 1:12.71 | 2 Q       | 1:12.21          | 7                |
| Julija Bogdanova                                                                                      | 100 m bröstsim     | 1:15.04 | 4         | Gick inte vidare | Gick inte vidare |
| Lina Kačiušytė                                                                                        | 200 m bröstsim     | 2:33.04 | 1 Q       | 2:29.54          | 1                |
| Svetlana Varganova                                                                                    | 200 m bröstsim     | 2:29.77 | 1 Q       | 2:29.61          | 2                |
| Julija Bogdanova                                                                                      | 200 m bröstsim     | 2:33.45 | 1 Q       | 2:32.39          | 3                |
| Larisa Polivoda                                                                                       | 100 m fjäril       | 1:04.50 | 4         | Gick inte vidare | Gick inte vidare |
| Alla Grisjtjenkova                                                                                    | 100 m fjäril       | 1:04.10 | 4         | Gick inte vidare | Gick inte vidare |
| Alla Grisjtjenkova                                                                                    | 200 m fjäril       | 2:16.01 | 3 Q       | 2:15.70          | 8                |
| Larisa Polivoda                                                                                       | 200 m fjäril       | 2:17.99 | 5         | Gick inte vidare | Gick inte vidare |
| Olga Klevakina                                                                                        | 400 m medley       | 4:55.99 | 2 Q       | 4:50.91          | 7                |
| Olena Kruglova Elvira Vasilkova Alla Grisjtjenkova Natalja Strunnikova Irina Aksyonova Olga Klevakina | 4x100 meter medley | 4:16.46 | 2 Q       | 4:13.61          | 3                |

Herrar
| Tävlande                                                            | Gren               | Heat     | Heat      | Semifinal        | Semifinal        | Final            | Final            |
| Tävlande                                                            | Gren               | Tid      | Placering | Tid              | Placering        | Tid              | Placering        |
| ------------------------------------------------------------------- | ------------------ | -------- | --------- | ---------------- | ---------------- | ---------------- | ---------------- |
| Sergej Kopljakov                                                    | 100 m frisim       | 52.08    | 1 Q       | 51.51            | 3 Q              | 51.34            | 4                |
| Serhiy Krasiuk                                                      | 100 m frisim       | 52.08    | 1 Q       | 51.81            | 2 Q              | 51.80            | 6                |
| Sergej Smirjagin                                                    | 100 m frisim       | 52.21    | 3 Q       | 52.18            | 6                | Gick inte vidare | Gick inte vidare |
| Sergej Kopljakov                                                    | 200 m frisim       | 1:51.04  | 1 Q       | i.u.             | i.u.             | 1:49.81          | 1                |
| Andrej Krylov                                                       | 200 m frisim       | 1:51.21  | 1 Q       | i.u.             | i.u.             | 1:50.76          | 2                |
| Ivar Stukolkin                                                      | 200 m frisim       | 1:53.44  | 2         | i.u.             | i.u.             | Gick inte vidare | Gick inte vidare |
| Vladimir Salnikov                                                   | 400 m frisim       | 3:54.54  | 1 Q       | i.u.             | i.u.             | 3:51.31          | 1                |
| Andrej Krylov                                                       | 400 m frisim       | 3:54.79  | 1 Q       | i.u.             | i.u.             | 3:53.24          | 2                |
| Ivar Stukolkin                                                      | 400 m frisim       | 3:56.60  | 1 Q       | i.u.             | i.u.             | 3:53.95          | 3                |
| Vladimir Salnikov                                                   | 1500 m frisim      | 15:08.25 | 1 Q       | i.u.             | i.u.             | 14:58.27         | 1                |
| Aleksandr Tjajev                                                    | 1500 m frisim      | 15:20.68 | 1 Q       | i.u.             | i.u.             | 15:14.30         | 2                |
| Eduard Petrov                                                       | 1500 m frisim      | 15:32.32 | 3 Q       | i.u.             | i.u.             | 15:28.24         | 8                |
| Sergej Kopljakov Vladimir Salnikov Ivar Stukolkin Andrej Krylov     | 4x200 meter frisim | 7:29.39  | 1 Q       | i.u.             | i.u.             | 7:23.50          | 1                |
| Viktor Kuznetsov                                                    | 100 m ryggsim      | 58.47    | 3 Q       | 56.75            | 1 Q              | 56.99            | 2                |
| Vladimir Dolgov                                                     | 100 m ryggsim      | 57.87    | 1 Q       | 58.04            | 5 Q              | 57.63            | 3                |
| Vladimir Shemetov                                                   | 100 m ryggsim      | 59.01    | 4         | Gick inte vidare | Gick inte vidare | Gick inte vidare | Gick inte vidare |
| Vladimir Shemetov                                                   | 200 m ryggsim      | 2:04.20  | 1 Q       | i.u.             | i.u.             | 2:03.48          | 4                |
| Viktor Kuznetsov                                                    | 200 m ryggsim      | 2:05.14  | 3         | i.u.             | i.u.             | Gick inte vidare | Gick inte vidare |
| Vladimir Dolgov                                                     | 200 m ryggsim      | 2:05.11  | 4         | i.u.             | i.u.             | Gick inte vidare | Gick inte vidare |
| Arsens Miskarovs                                                    | 100 m bröstsim     | 1:04.06  | 2 Q       | i.u.             | i.u.             | 1:03.82          | 2                |
| Aleksandr Fedorovskij                                               | 100 m bröstsim     | 1:03.86  | 1 Q       | i.u.             | i.u.             | 1:04.00          | 4                |
| Robertas Žulpa                                                      | 100 m bröstsim     | 1:06.23  | 3         | i.u.             | i.u.             | Gick inte vidare | Gick inte vidare |
| Robertas Žulpa                                                      | 200 m bröstsim     | 2:17.83  | 1 Q       | i.u.             | i.u.             | 2:15.85          | 1                |
| Arsens Miskarovs                                                    | 200 m bröstsim     | 2:19.57  | 1 Q       | i.u.             | i.u.             | 2:17.28          | 3                |
| Gennadi Utenkov                                                     | 200 m bröstsim     | 2:21.17  | 3 Q       | i.u.             | i.u.             | 2:19.64          | 4                |
| Jevgenij Seredin                                                    | 100 m fjäril       | 55.83    | 1 Q       | 55.62            | 2 Q              | 55.35            | 5                |
| Aleksej Markovski                                                   | 100 m fjäril       | 56.45    | 2 Q       | 55.69            | 4 Q              | 55.70            | 8                |
| Sergej Kiseljov                                                     | 100 m fjäril       | 56.56    | 2 Q       | 56.52            | 7                | Gick inte vidare | Gick inte vidare |
| Serhej Fesenko                                                      | 200 m fjäril       | 2:00.20  | 1 Q       | i.u.             | i.u.             | 1:59.76          | 1                |
| Mikhail Gorelik                                                     | 200 m fjäril       | 2:03.15  | 1 Q       | i.u.             | i.u.             | 2:02.44          | 5                |
| Aleksandr Buchenkov                                                 | 200 m fjäril       | 2:03.98  | 3         | i.u.             | i.u.             | Gick inte vidare | Gick inte vidare |
| Aleksandr Sidorenko                                                 | 400 m medley       | 4:28.02  | 1 Q       | i.u.             | i.u.             | 4:22.89          | 1                |
| Serhej Fesenko                                                      | 400 m medley       | 4:28.18  | 2 Q       | i.u.             | i.u.             | 4:23.43          | 2                |
| Vladimir Shemetov                                                   | 400 m medley       | 4:34.01  | 5         | i.u.             | i.u.             | Gick inte vidare | Gick inte vidare |
| Viktor Kuznetsov Arsens Miskarovs Jevgenij Seredin Sergej Kopljakov | 4x100 meter medley | 3:48.83  | 1 Q       | i.u.             | i.u.             | 3:45.92          | 2                |

## Tyngdlyftning
Tio tyngdlyftare i nio viktklasser tävlade för Sovjetunionen i sommarspelen 1980.
| Tävlande           | Viktklass | Ryck  | Stöt  | Total | Placering |
| ------------------ | --------- | ----- | ----- | ----- | --------- |
| Kanybek Osmonaliev | 52 kg     | 107,5 | 137,5 | 245   | 1         |
| Yurik Sarkisian    | 56 kg     | 112,5 | 157,5 | 270   | 2         |
| Viktor Mazin       | 60 kg     | 130   | 160   | 290   | 1         |
| Aleksandr Pervi    | 75 kg     | 157,5 | 200   | 357,5 | 2         |
| Juri Vardanjan     | 82,5 kg   | 177,5 | 222,5 | 400   | 1         |
| David Rigert       | 90 kg     | 0     | -     | 0     | DNF       |
| Igor Nikitin       | 100 kg    | 177,5 | 215   | 392,5 | 2         |
| Leonid Taranenko   | 110 kg    | 182,5 | 240   | 422,5 | 1         |
| Sultan Rachmanov   | +110 kg   | 195   | 245   | 440   | 1         |
| Vasili Alekseev    | +110 kg   | 0     | -     | 0     | DNF       |

## Vattenpolo
Sovjetunionen vann sitt andra guld i vattenpolo genom att vinna samtliga matcher både i gruppspelet och finalomgången.
- Laguppställning:

Vladimir Akimov
Aleksej Barkalov
Jevgenij Grisjin
Michail Ivanov
Aleksandr Kabanov
Sergej Kotenko
Giorgi Msjvenieradze
Mait Riisman
Erkin Sjagajev
Jevgenij Sjaronov
Vjatjeslav Sobtjenko
- Grupp B:

| Lag           | S | V | O | F | GM | IM | MS  | P |
| ------------- | - | - | - | - | -- | -- | --- | - |
| Sovjetunionen | 3 | 3 | 0 | 0 | 24 | 10 | +14 | 6 |
| Spanien       | 3 | 2 | 0 | 1 | 15 | 11 | +4  | 4 |
| Italien       | 3 | 0 | 1 | 2 | 14 | 17 | −3  | 1 |
| Sverige       | 3 | 0 | 1 | 2 | 8  | 23 | −15 | 1 |

- Finalomgång:

| Lag           | S | V | O | F | GM | IM | MS  | P  |
| ------------- | - | - | - | - | -- | -- | --- | -- |
| Sovjetunionen | 5 | 5 | 0 | 0 | 34 | 21 | +13 | 10 |
| Jugoslavien   | 5 | 3 | 1 | 1 | 34 | 32 | +2  | 7  |
| Ungern        | 5 | 3 | 0 | 2 | 32 | 30 | +2  | 6  |
| Spanien       | 5 | 2 | 0 | 3 | 28 | 31 | −3  | 4  |
| Kuba          | 5 | 0 | 2 | 3 | 31 | 38 | −7  | 2  |
| Nederländerna | 5 | 0 | 1 | 4 | 26 | 33 | −7  | 1  |

## Volleyboll

### Damernas turnering
- Laguppställning[13]:
  - Nadezhda Radzevich
  - Nataliya Razumova
  - Olga Solovova
  - Yelena Akhaminova
  - Yelena Andreyuk
  - Irina Makogonova
  - Lyubov Kozyreva
  - Svetlana Nikishina
  - Lyudmila Chernyshova
  - Svetlana Badulina
  - Lidiya Loginova

- Gruppspel:

| Lag           | S | V | O | F | GM  | IM  | MS  | P |
| ------------- | - | - | - | - | --- | --- | --- | - |
| Sovjetunionen | 3 | 3 | 0 | 0 | 153 | 99  | +54 | 6 |
| Östtyskland   | 3 | 2 | 0 | 1 | 166 | 160 | +6  | 4 |
| Kuba          | 3 | 1 | 0 | 2 | 117 | 117 | 0   | 2 |
| Peru          | 3 | 0 | 0 | 3 | 108 | 168 | −60 | 0 |

- Semifinal:

|  | 27 juli | Sovjetunionen | 3 – 0 | Ungern |  |  |
|  |         |               |       |        |  |  |
|  |         |               |       |        |  |  |
|  |         |               |       |        |  |  |

- Final:

|  | 29 juli | Sovjetunionen | 3 – 1 | Östtyskland |  |  |
|  |         |               |       |             |  |  |
|  |         |               |       |             |  |  |
|  |         |               |       |             |  |  |

### Herrarnas turnering
- Laguppställning[13]:
  - Yuriy Panchenko
  - Vyacheslav Zaytsev
  - Aleksandr Savin
  - Vladimir Dorokhov
  - Aleksandr Yermilov
  - Pāvels Seļivanovs
  - Oleh Molyboha
  - Vladimir Kondra
  - Vladimir Chernyshov
  - Fedir Lashchonov
  - Valeriy Kryvov
  - Viljar Loor

- Gruppspel:

| Lag             | S | V | O | F | GM  | IM  | MS  | P |
| --------------- | - | - | - | - | --- | --- | --- | - |
| Sovjetunionen   | 4 | 4 | 0 | 0 | 193 | 122 | +71 | 8 |
| Bulgarien       | 4 | 3 | 0 | 1 | 171 | 149 | +22 | 6 |
| Kuba            | 4 | 1 | 0 | 3 | 181 | 178 | +3  | 2 |
| Tjeckoslovakien | 4 | 1 | 0 | 3 | 180 | 230 | −50 | 2 |
| Italien         | 4 | 1 | 0 | 3 | 145 | 191 | −46 | 2 |

- Semifinal:

|  | 30 juli | Sovjetunionen | 3 – 0 | Rumänien |  |  |
|  |         |               |       |          |  |  |
|  |         |               |       |          |  |  |
|  |         |               |       |          |  |  |

- Final:

|  | 1 augusti | Sovjetunionen | 3 – 1 | Bulgarien |  |  |
|  |           |               |       |           |  |  |
|  |           |               |       |           |  |  |
|  |           |               |       |           |  |  |